# Riu Koko (Rusizi)
El riu Koko és un riu al districte de Rusizi del sud-oest de Ruanda que és un afluent de la dreta del riu Ruhwa, que forma el límit entre les regions occidentals de Ruanda i Burundi. Per la major part de la seva longitud, travessa el Parc Nacional de Nyungwe.